# ザック・ギルフォード (俳優)
ザック・ギルフォード（Zach Gilford,  1982年1月14日 - ）は、アメリカ合衆国の俳優である。

## 来歴
1982年、イリノイ州エバンストン生まれ。ノースウェスタン大学で演劇を学び、役者の道を進む。2003年にテレビシリーズ『LAW & ORDER:性犯罪特捜班』へ出演してメジャーデビュー。特にその名が知られるようになったのは2006年から2011年までレギュラー出演したテレビドラマシリーズ『Friday Night Lights』で、62エピソードに出演している。それ以降もコンスタントに映画、テレビなどへの出演を重ねておりアーノルド・シュワルツェネッガーがカリフォルニア州知事を退職した後に久々にスクリーン復帰した『ラストスタンド』や、恋愛コメディ『恋する履歴書』などへも出演した。また、カントリー・ミュージック歌手のテイラー・スウィフトの楽曲『Ours』のミュージック・ビデオへも出演している。

### 私生活
2012年に女優のキエレ・サンチェスと結婚した。

## 出演作品

### 映画
- 地球が凍りつく日 The Last Winter (2006)
- ブラッド Blood (2006)
- Dare (2009)
- 恋する履歴書 Post Grad (2009)
- The River Why (2010)
- スーパー! Super (2010)
- マタドール Matadors (2010) ※テレビ映画
- Answers to Nothing (2011)
- ロング・タイム・ゴーン Long Time Gone (2011)
- In Our Nature (2012)
- ラストスタンド The Last Stand (2013)
- Crazy Kind of Love (2013)
- デビルズ・バースデイ Devil's Due (2014)
- パージ:アナーキー The Purge: Anarchy (2014)

### テレビドラマ
- LAW & ORDER:性犯罪特捜班 Law & Order: Special Victims Unit (2005,2019)
- Friday Night Lights (2006 - 2011)
- グレイズ・アナトミー 恋の解剖学 Grey's Anatomy (2009)
- オフ・ザ・マップ Off the Map (2011)
- The Mob Doctor (2012 - 2013)
- ウォーレン・ファミリーの秘密 The Family (2016)
- Lifeline (2017)
- グッドガールズ: 崖っぷちの女たち Good Girls (2018 - 2021)
- This Close (2018 - 2019)
- LA's FINEST/ロサンゼルス捜査官 L.A.'s Finest (2019 - 2020)
- 真夜中のミサ Midnight Mass (2021)
- The midnight club (2022)

## 参照
1. 1 2  “Zach Gilford Biography”. 2014年7月9日閲覧。